# Ed Sullivan
Edward Vincent "Ed" Sullivan (28 de setembre de 1901 – 13 octubre de 1974) va ser empresari escriptor i presentador de programes de televisió d'entreteniment estatunidenc, el programa de televisió més conegut que ell va presentar era The Toast of the Town més sovint citat com The Ed Sullivan Show que es va transmetre durant 23 anys des de 1948 fins a 1971, la qual cosa va ser un rècord de durada d'un programa de televisió d'aquest tipus als Estats Units. "Va ser l'últim gran programa de televisió nord-americà", va dir el crític de televisió David Hinckley. "És un dels nostres records més estimats de la cultura pop".
L'any 1996, Ed Sullivan va ser classificat amb el núm. 50 dels "50 Greatest TV Stars of All Time" de la revista TV Guide'.
Sullivan nasqué a Harlem, Nova York, els seus pares eren d'ascendència irlandesa. Inicialment va practicar la boxa i es va iniciar com periodista esportiu al diari New York Evening Graphic. Quan Walter Winchell, va deixar aquest diari, Sullivan es va fer columinista de la secció de teatre i es va fer molt popular.

## Biografia
Edward Vincent Sullivan va néixer el 28 de setembre de 1901 a Harlem, Nova York: fill d'Elizabeth F. (nascuda Smith) i Peter Arthur Sullivan, un empleat de la duana. El seu germà bessó, Daniel estava malalt i va viure només uns mesos. Ed va créixer a Port Chester, Nova York, on la família vivia en una petita casa de maó vermell al 53 de Washington Street. Era d'ascendència irlandesa. A tota la família li agradava la música, i sempre algú tocava el piano o cantava. Un fonògraf era una possessió preuada; a la família li encantava tocar-hi tota mena de discos. Sullivan jugava de mig defensa a futbol; era base de bàsquet; en pista era un velocista. Amb l'equip de beisbol, Sullivan va ser el receptor i el capità de l'equip i va dirigir l'equip a diversos campionats. El beisbol li va causar una impressió que afectaria la seva carrera i la cultura d'Amèrica. Sullivan va assenyalar que, a l'estat de Nova York, la integració es donava per feta en els esports de secundària: "Quan vam pujar a Connecticut, ens vam trobar amb clubs que tenien jugadors negres. En aquells temps això s'acceptava com una cosa normal; i, per tant, el meu rebuig instintiu anys després a qualsevol teoria que un negre no fos un oponent digne o una persona inferior. Era tan senzill com això."

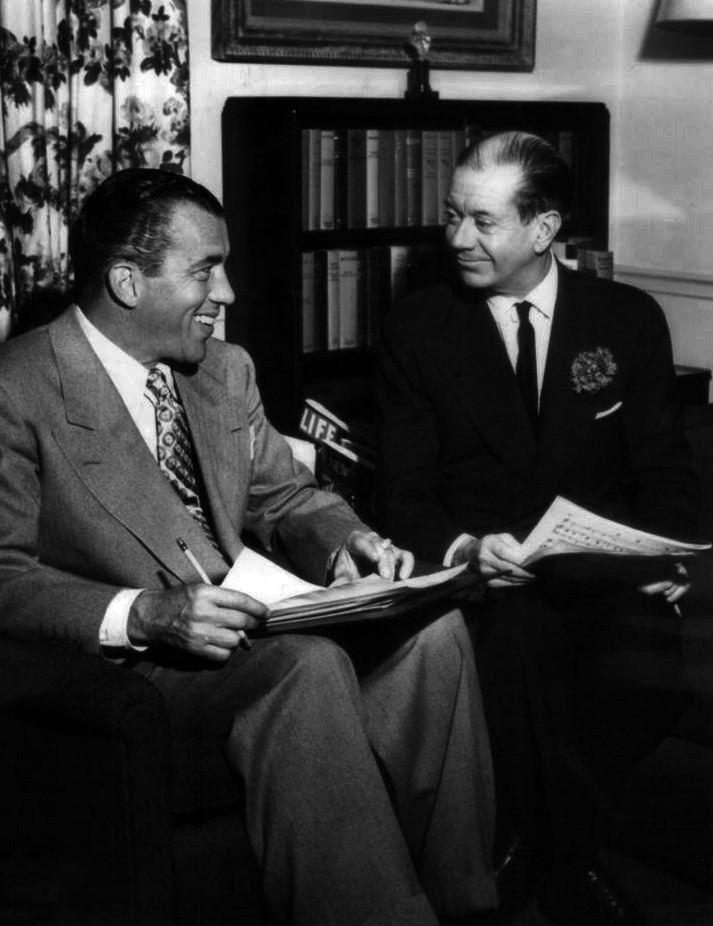
Sullivan amb Cole Porter a Toast of the Town, 1952

Sullivan va aconseguir el seu primer treball a The Port Chester Daily Item, un diari local per al qual havia escrit notícies esportives mentre estava a l'escola secundària i després es va incorporar al diari a temps complet després de graduar-se. El 1919, es va unir a The Hartford Post. El diari es va plegar durant la seva primera setmana allà, però va obtenir una altra feina a The New York Evening Mail com a reporter esportiu. Després que The Evening Mail tanqués el 1923, va recuperar una sèrie de treballs informatius amb The Associated Press, The Philadelphia Bulletin, The Morning World, The Morning Telegraph, The New York Bulletin i The Leader. Finalment, el 1927, Sullivan es va incorporar a The Evening Graphic: primer com a escriptor esportiu i després com a editor esportiu. El 1929, quan Walter Winchell es va traslladar a The Daily Mirror, Sullivan es va convertir en el seu columnista de Broadway. Va deixar el Graphic per al tabloide més gran de la ciutat: el New York Daily News. La seva columna, "Little Old New York", es va concentrar en els espectacles i xafarderies de Broadway, com havia fet Winchell; i, com Winchell, va fer emissions de notícies de l'espectacle a la ràdio. Tornant a fer-se ressò de Winchell, Sullivan va agafar un altre mitjà el 1933 escrivint i protagonitzant la pel·lícula Mr. Broadway, que el fa guiar el públic pels locals nocturns de Nova York per conèixer artistes i celebritats. Sullivan aviat es va convertir en un poderós fabricant d'estrelles en el món de l'entreteniment, convertint-se en un dels principals rivals de Winchell, establint la discoteca El Morocco de Nova York com la seva seu no oficial contra la seu del poder de Winchell al proper Stork Club. Sullivan va continuar escrivint per a The News al llarg de la seva carrera de radiodifusió, i la seva popularitat va sobreviure durant molt de temps a la de Winchell. A finals dels anys 60, però, Sullivan va elogiar el llegat de Winchell en una entrevista a una revista, la qual cosa va provocar una reconciliació important entre els antics adversaris.
Al llarg de la seva carrera com a columnista, Sullivan havia fet incursions⁸ en l'entreteniment, produint espectacles de vodevil amb els quals va aparèixer com a mestre de cerimònies als anys 20 i 30, dirigint un programa de ràdio sobre el WABC original (ara WCBS) i organitzant beneficis per diverses causes.
El 1941, Sullivan va ser l'amfitrió del Summer Silver Theatre, un programa de varietats de la CBS, amb Will Bradley com a líder de la banda i una estrella convidada cada setmana.

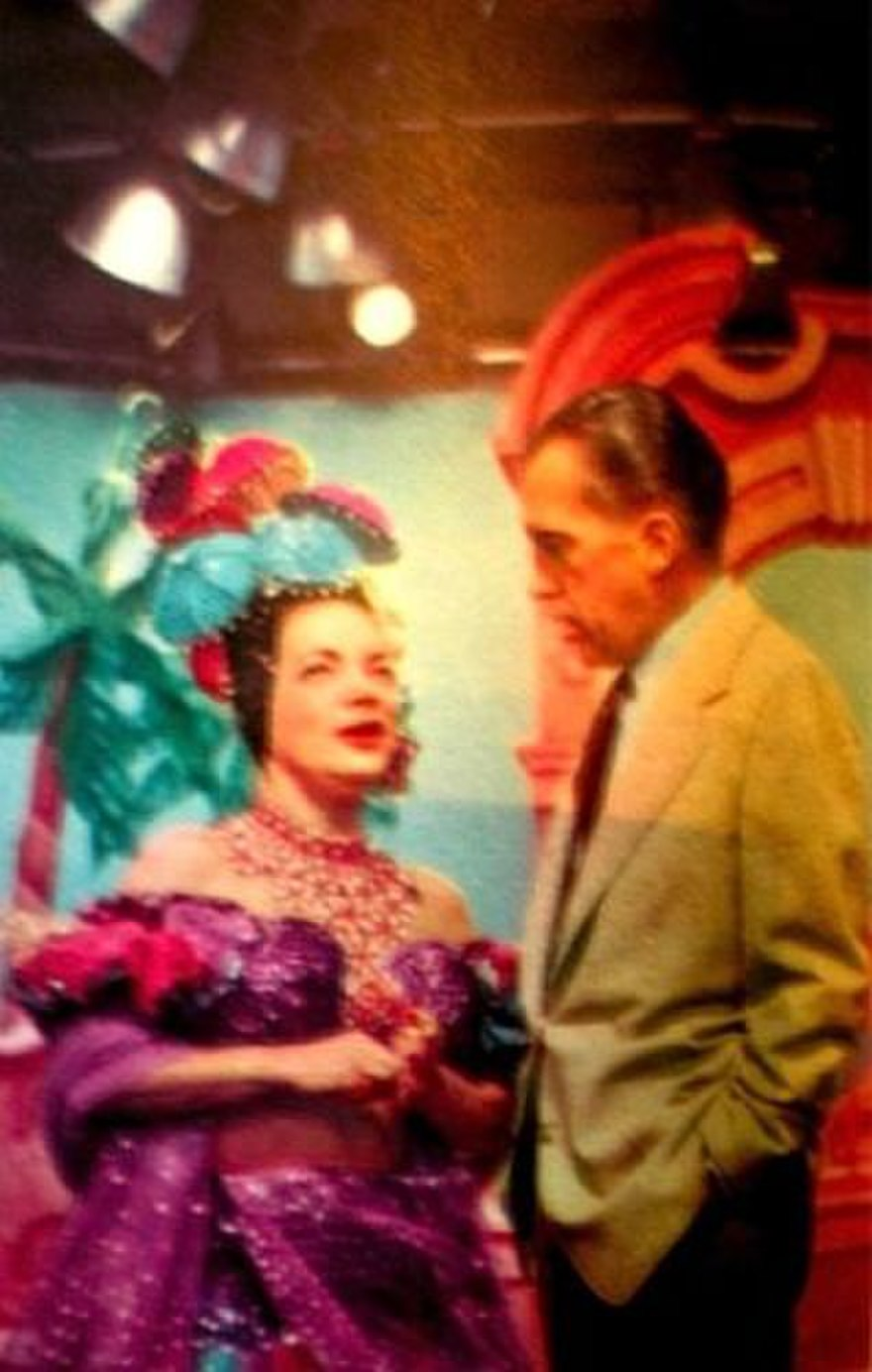
Carmen Miranda a The Ed Sullivan Show, 1953

El 1948, el productor Marlo Lewis va convèncer la cadena CBS de contractar Sullivan per fer un programa de varietats de televisió setmanal de diumenge a la nit, Toast of the Town, que més tard es va convertir en The Ed Sullivan Show. Va debutar el juny de 1948, l'espectacle es va emetre originalment des del Maxine Elliott Theatre al West 39th Street a la ciutat de Nova York. El gener de 1953, es va traslladar a CBS-TV Studio 50, al 1697 de Broadway (al carrer 53) a la ciutat de Nova York, que el 1967 va ser rebatejat com a Ed Sullivan Theatre (i més tard va ser la seu del Late Show with David Letterman i The Late Show amb Stephen Colbert). De 1936 a 1950, Studio 50 va ser un teatre de CBS Radio.Abans era conegut com Manhattan Theatre, Billy Rose's Music Hall i Hammerstein's Theatre (va ser construït el 1927 per Arthur Hammerstein).

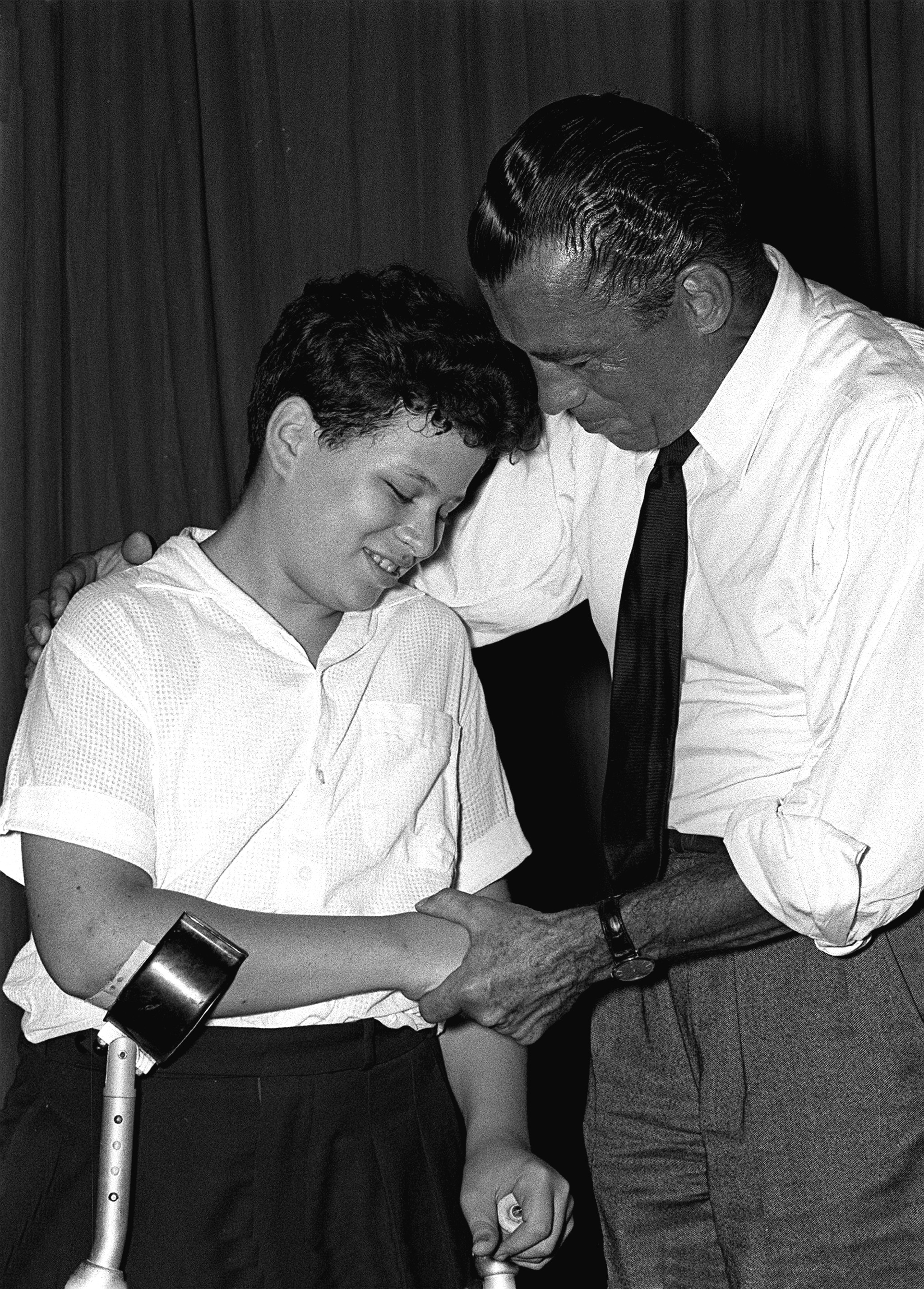
Sullivan felicita a Itzhak Perlman, de 13 anys, després d'un concert a Tel-Aviv, 1958

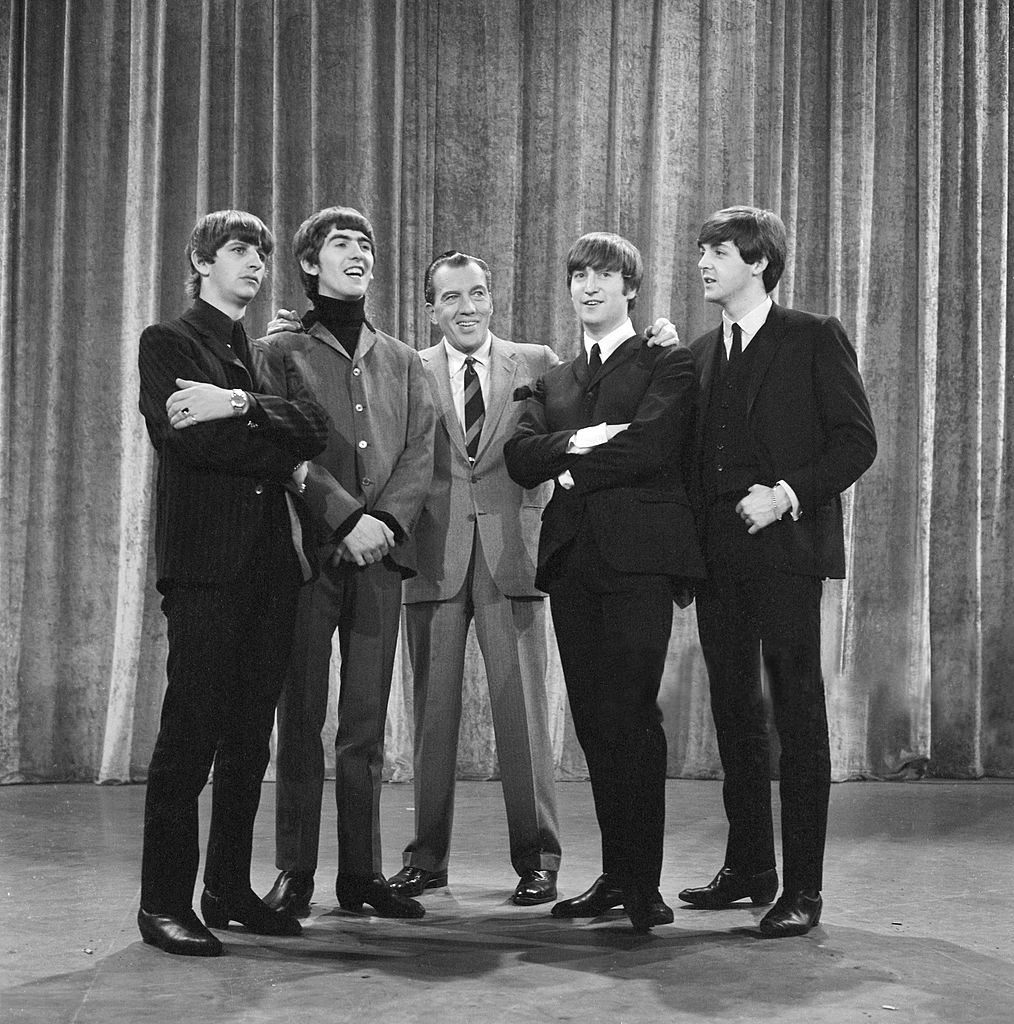
Sullivan amb The Beatles, 1964

Els crítics de televisió van donar males crítiques al nou programa i al seu amfitrió. Harriet Van Horne va al·legar que "va arribar on és no per tenir una personalitat, sinó per no tenir personalitat". (L'amfitrió va escriure al crític: "Estimada senyoreta Van Horne: puta. Atentament, Ed Sullivan.") Sullivan tenia poca capacitat d'actuació; el 1967, 20 anys després del debut del seu programa, la revista Time va preguntar: "Quin és exactament el talent d'Ed Sullivan?" Els seus gestos davant la càmera eren tan incòmodes que alguns espectadors creien que l'amfitrió patia la paràlisi de Bell. El temps de 1955 va declarar que Sullivan s'assemblava a
| « | un indi de cigars, el gegant de Cardiff i un monument amb cara de pedra just al costat del vaixell de l'Illa de Pasqua. Es mou com un somnàmbul; el seu somriure és el d'un home xuclant una llimona; el seu discurs es perd sovint en un gruix de sintaxi; els seus ulls esclaten dels seus endolls o s'enfonsen tan profundament en les seves bosses que semblen estar mirant a la càmera des del fons dels pous bessons. | » |

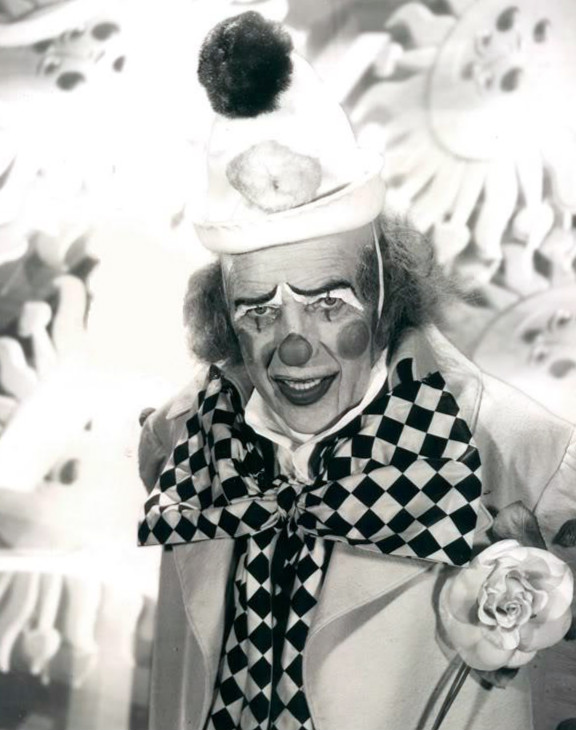
Sullivan, amb els vestits de pallasso, acollint el Clownaround especial de 1972

"No obstant això", va concloure la revista, "en lloc d'espantar els nens, Ed Sullivan encanta a tota la família". Sullivan va aparèixer a l'audiència com un tipus normal que va portar els grans actes de l'espectacle a les seves televisions de casa. "Ed Sullivan durarà", va dir el còmic Fred Allen, "sempre que algú altre tingui talent". El convidat freqüent Alan King va dir: "Ed no fa res, però ho fa millor que ningú a la televisió". Un espectacle típic comptaria amb un acte de vodevil (acròbates, malabaristes, mags, etc.), un o dos còmics populars, una estrella cantant, un favorit de la màquina de música, una figura del teatre legítim i, per als nens, un visita amb titella "Topo Gigio, el ratolí italià", o un esportista popular.
Sullivan tenia un sentit de l'humor saludable sobre ell mateix i va permetre —fins i tot va animar— imitadors com John Byner, Frank Gorshin, Rich Little i, especialment, Will Jordan, que l'imitessin al seu programa. Johnny Carson també va fer una bona impressió, i fins i tot Joan Rivers va imitar la postura única de Sullivan. Els impressionistes van exagerar la seva rigidesa, les espatlles aixecades i el fraseig del tenor nasal, juntament amb algunes de les seves presentacions d'ús habitual, com ara "I ara, aquí mateix al nostre escenari...", "Per a tots els joves que hi ha...", i "un espectacle realment gran" (la seva pronunciació de la paraula "espectacle"). Aquesta darrera frase era de fet del domini exclusiu dels seus impressionistes, ja que Sullivan maig va pronunciar la frase "realment gran espectacle" a la introducció inicial de cap episodi en tota la història de la sèrie. Will Jordan va interpretar Sullivan a les pel·lícules I Wanna Hold Your Hand, La història de Buddy Holly, The Doors, El rei del dissabte a la nit, Fora l'amor i a la pel·lícula de televisió Elvis de 1979.
Sullivan es va interpretar a si mateix parodiant els seus gestos tal com va dirigir Jerry Lewis a la pel·lícula de Lewis de 1964 The Patsy.
Sullivan va inspirar una cançó al musical Bye Bye Birdie i, el 1963, va aparèixer com ell mateix a la pel·lícula.

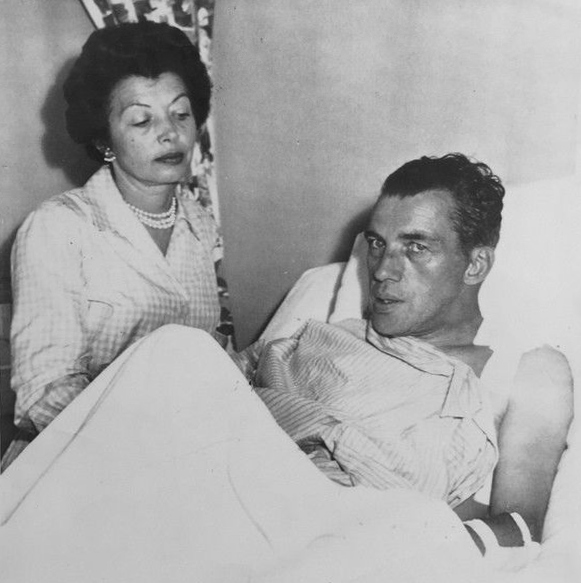
Sullivan amb la seva dona en un hospital després del seu accident de cotxe el 1956

El 1954, Sullivan va ser copresentador d'un memorable especial musical de televisió, General Foods 25th Anniversary Show: A Salute to Rodgers and Hammerstein.

## Vida personal
Sullivan es va comprometre amb la campiona de natació Sybil Bauer, però va morir de càncer el 1927 als 23 anys. El 1926, Sullivan va conèixer i va començar a sortir amb Sylvia Weinstein. Weinstein va intentar dir-li a la seva família jueva que estava sortint amb un home anomenat Ed Solomon, però el seu germà va descobrir que es referia a Ed Sullivan. Amb les dues famílies fermament oposades a un matrimoni catòlic-jueu, l'afer es va reprendre durant tres anys. Finalment es van casar el 28 d'abril de 1930, en una cerimònia de l'Ajuntament, i 8 mesos després Sylvia va donar a llum a Elizabeth ("Betty"), que porta el nom de la mare de Sullivan, que havia mort aquell any. Els Sullivan van llogar una suite d'habitacions a l’Hotel Delmonico el 1944 després de viure durant molts anys a l’Hotel Astor de Times Square. Sullivan va llogar una suite al costat de la suite familiar, que va utilitzar com a oficina fins que The Ed Sullivan Show va ser cancel·lat el 1971. Sullivan tenia el costum de trucar a la seva dona després de cada programa per obtenir la seva crítica immediata.
Els Sullivan sempre estaven "a la ciutat", menjant fora cinc nits a la setmana en alguns dels clubs i restaurants més de moda, com ara el Stork Club, el Danny's Hide-A-Way i el Jimmy Kelly's. Sullivan va socialitzar amb els rics i famosos, va ser amic dels presidents dels EUA i va rebre audiències amb diversos papes. El 1952, Betty Sullivan es va casar amb el productor de l’Ed Sullivan Show, Bob Precht. Dels Precht, Ed va tenir cinc néts: Robert Edward, Carla Elizabeth, Vincent Henry, Andrew Sullivan i Margo Elizabeth. Les famílies Sullivan i Precht eren molt properes; Betty va morir el 7 de juny de 2014, als 83 anys.

## Anys posteriors i mort

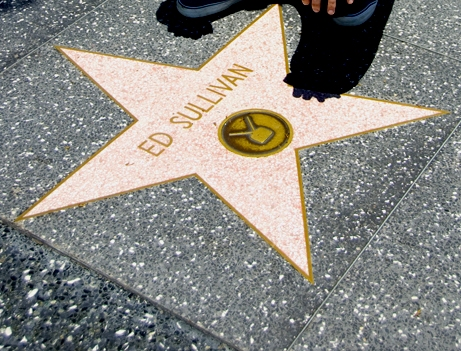
L'estrella de Sullivan al Passeig de la Fama de Hollywood

A la tardor de 1965, CBS va començar a televisar els seus programes setmanals en color. Encara que l'espectacle de Sullivan es va veure en directe a les zones horàries central i oriental, es va gravar per emetre's a les zones horàries del Pacífic i de les muntanyes. S'han publicat fragments al vídeo domèstic i publicats al canal oficial de YouTube d'Ed Sullivan Show.
El 1971, les audiències de l'espectacle havien caigut en picat. En un esforç per actualitzar la seva programació, CBS va cancel·lar el programa el març de 1971, juntament amb alguns dels seus altres programes de llarga durada durant la temporada 1970-1971 (més tard conegut com la purga rural). Enfadat, Sullivan es va negar a acollir tres mesos més d'espectacles programats. Van ser substituïts per repeticions i un programa final sense ell es va emetre al juny. Va romandre a la xarxa en altres funcions i va organitzar un especial del 25è aniversari el juny de 1973.
A principis de setembre de 1974, a Sullivan se li va diagnosticar un estadi avançat de càncer d'esòfag. Els metges li van donar molt poc temps per viure i la família va optar per mantenir el diagnòstic en secret. Sullivan, un fumador de tota la vida, creia que la seva malaltia era una complicació més d'una llarga batalla contra les úlceres gàstriques, va morir cinc setmanes després, el 13 d'octubre de 1974, a l’Hospital Lenox Hill de Nova York, dues setmanes després del seu 73è aniversari. Al seu funeral van assistir 2.000 persones a la Catedral de Sant Patrici, Nova York, en un dia fred i plujós. Sullivan és enterrat en una cripta al cementiri de Ferncliff a Hartsdale, Nova York.
Sullivan té una estrella al Passeig de la Fama de Hollywood al 6101 Hollywood Blvd. El 1985, Sullivan va ser acollit al Saló de la Fama de l'Acadèmia de Televisió.

## Televisió

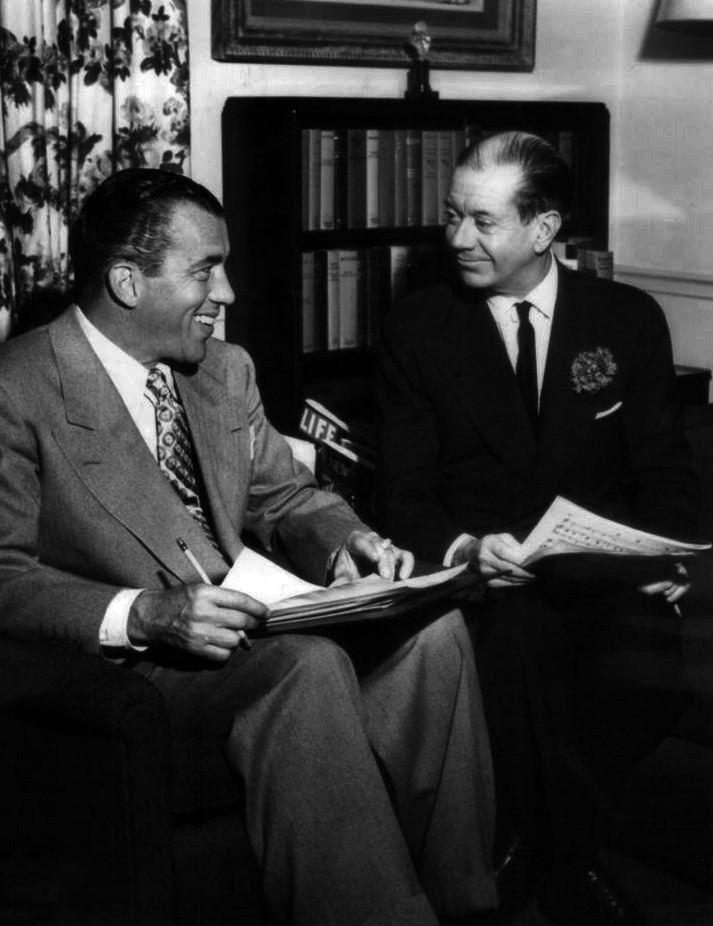
Sullivan amb Cole Porter a Toast of the Town el 1952.

L'any 1948, Marlo Lewis, un productor, va contractar Sullivan per a fer un programa setmanal de varietats la nit dels diumenges que es va anomenar, Toast of the Town, i que més tard es va convertir en The Ed Sullivan Show. Va començar el juny de 1948, el show era retransmès des de CBS Studio 50, a 1697 Broadway (al carrer 53) a la ciutat de Nova York, aquest escenari, l'any 1967, va ser rebatejat com a Ed Sullivan Theater (i actualment és l'escenari del programa Late Show with David Letterman).

## Sullivan, elstarmaker

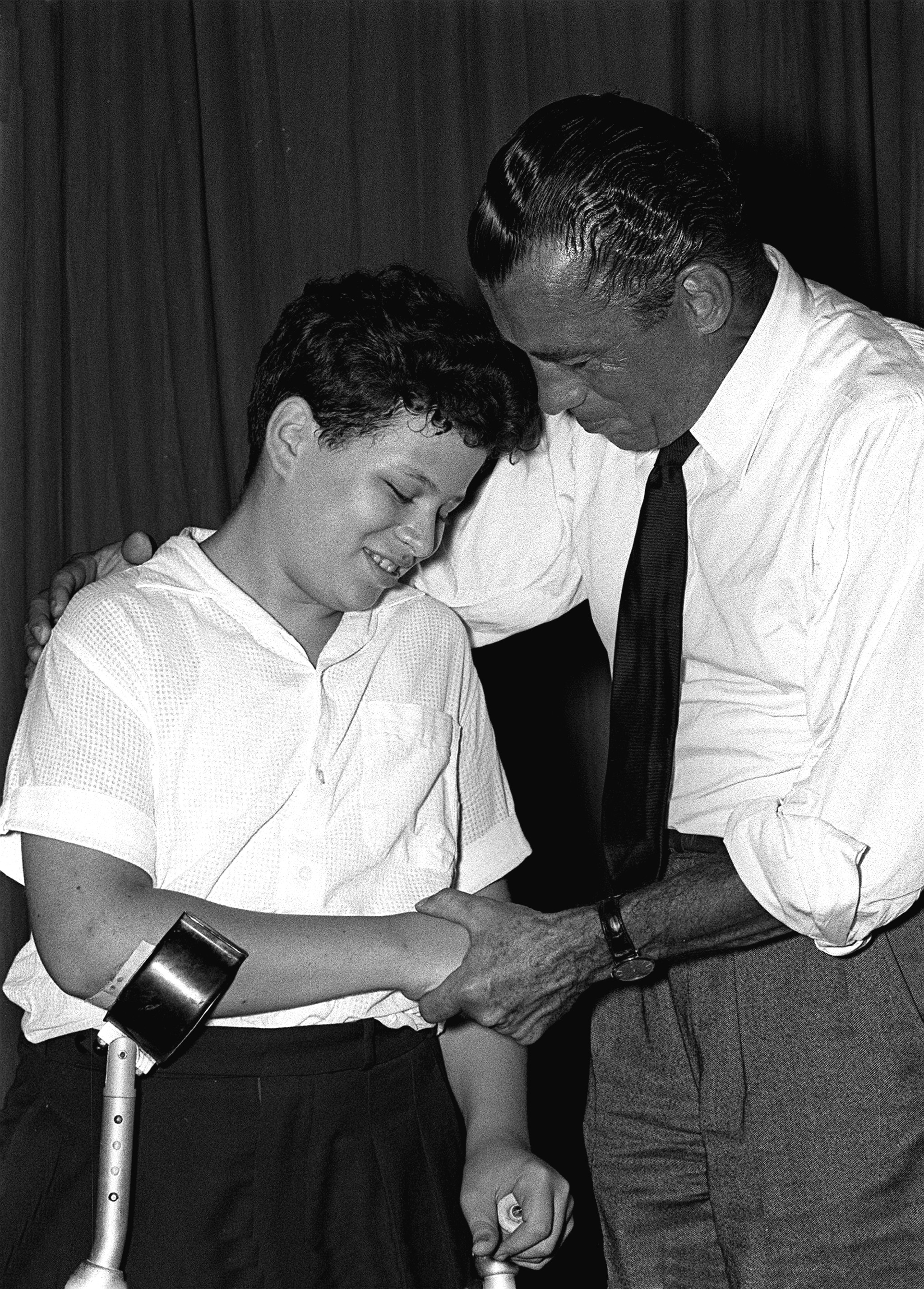
Ed Sullivan felicita Itzhak Perlman després d'un concert a Tel-Aviv, el 1958.

En la dècada delsanys 1950 i 1960, Sullivan va promocionar estrelles (starmaker) en el seu programa i tenia un bon ull per a preveure quins tindrien èxit.
Tanamteix, en el cas d'Elvis Presley quan aquest cantant va esdevenir popular, Sullivan no estava conforme amb l'estil de noi dolent d'Elvis i va dir que mai l'invitaria al seu programa. Però, Presley va esdevenir massa important com per a ignorar-lo i Sullivan el programà per a tres aparicions començant el 9 de setembre de 1956. Després de conéixer Elvis personalment Sullivan va esmenar les seves paraules i va dir a l'audiència que Elvis era un bon noi (literalment: "This is a real decent, fine boy.")
El novembre de 1963 Sullivan, a l'aeroport de Heathrow, es va donar de la Beatlemania i encara que en principi era reticent a fer-ho, perquè els Beatles encara no tenien un disc editat als Estats Units, contractà els Beatles per al seu programa del 9 de febrer de 1964 i aquest va ser el programa més vist de la televisió Els Beatles aparegueren tres vegades més en persona al show de Sullivan.
Al contrari que en molts shows televisius d'aquella època, Sullivan demanava que les actuacions musicals fossin en directe i no en play back. L'any 1969, Sullivan presentà the Jackson 5 amb el seu primer single "I Want You Back".
Sullivan apreciava el talent musical dels afroamericans i resistia les pressions que rebia per tal d'excloure els cantants afroamericans del seu programa. Un dels favorits de Sullivan eren The Supremes, que aparegueren 17 vegades en el seu programa i facilitaven el camí a altres del segell Motown com, The Temptations, els Four Tops i Martha and the Vandellas.
Sullivan té una estrella al Hollywood Walk of Fame de 6101 Hollywood Blvd.